# Chaudfontaine (water)
Chaudfontaine is een merk mineraalwater dat sinds 2003 onderdeel is van The Coca-Cola Company.

## Geschiedenis
Het mineraalwater van Chaudfontaine wordt gewonnen in de gelijknamige Belgische gemeente, gelegen aan de Vesder in de provincie Luik. De naam 'Chaudfontaine' verwijst naar de aanwezigheid van thermale bronnen met een temperatuur van ongeveer 37 graden Celsius.
In 1696, toen Simon Sauveur, met de hulp van dokter Werner Xhrouet, de eerste thermale baden oprichtte, markeerde dit het begin van de erkenning van de geneeskrachtige eigenschappen van het water. In 1714 publiceerde Xhrouet een werk over de minerale wateren van Chaudfontaine, Spa en Aken, waarmee de wetenschappelijke belangstelling voor het water werd vergroot.
In 1725 werd het eerste kuuroord gebouwd, en enkele jaren later, in 1729, werd voor het eerst melding gemaakt van gebotteld Chaudfontaine-water. Het bottelen kreeg een officiële structuur in 1924, toen de familie Canter de Société Eau Minérale Thermale de Chaudfontaine oprichtte. Twee jaar later, in 1926, werd een nieuwe bottelarij gebouwd door de toenmalige burgemeester William Grisard.
Gedurende de twintigste eeuw onderging het bedrijf meerdere transformaties. In 1950 kreeg S.A. Cristal Chaudfontaine exclusieve bottelrechten en werd het omgedoopt tot S.A. Chaudfontaine-Monopole. De productiecapaciteit werd verder uitgebreid na de overname door de Piedbœuf-groep in 1962, die in 1968 een moderne bottelfabriek bouwde. Innovatie zette zich voort in 1972, toen glazen flessen werden vervangen door PVC-flessen.
In 1988 fuseerde Piedbœuf met Stella Artois, wat leidde tot de oprichting van de Interbrew-groep. Toen Interbrew in 1997 besloot zich te richten op bier, werd Chaudfontaine-Monopole verkocht aan Abbas Bayat. Uiteindelijk werd het merk in 2003 overgenomen door Coca-Cola België, dat sindsdien verantwoordelijk is voor de distributie en marketing.

## Waterbron en eigenschappen
Het mineraalwater van Chaudfontaine staat bekend om zijn uitzonderlijke zuiverheid. Het water reist meer dan 60 jaar door verschillende rotslagen op een diepte van 1.600 meter, waar het natuurlijk wordt gefilterd en mineralen zoals calcium en magnesium opneemt. Daarna stroomt het terug naar de bron, waar het wordt gebotteld.
Dit artikel of een eerdere versie ervan is een (gedeeltelijke) vertaling van het artikel Chaudfontaine (eau) op de Franstalige Wikipedia, dat onder de licentie Creative Commons Naamsvermelding/Gelijk delen valt. Zie de bewerkingsgeschiedenis aldaar.
1. ↑  Chaudfontaine - Belgisch Natuurlijk Mineraalwater | Coca-Cola BE & LU. www.coca-cola.com. Geraadpleegd op 1 maart 2025.